# Golińsk
Golińsk (deutsch Göhlenau; auch Hof-Göhlenau) ist ein Ort in der Stadt- und Landgemeinde Mieroszów im Powiat Wałbrzyski der Woiwodschaft Niederschlesien in Polen. Es liegt vier Kilometer südlich von Mieroszów (Friedland in Schlesien).

## Geographie
Golińsk liegt in unmittelbarer Grenznähe zu Tschechien. Der Grenzübergang Golinsk–Starostín (Neusorge) liegt einen Kilometer südlich. Im Süden erhebt sich die Buková hora (Buche, 638 m n.m.). Nachbarorte sind Mieroszów im Norden und Nowe Siodło im Nordosten. Jenseits der Grenze liegen Pomeznice (Grenzdörfel) im Nordosten, Vižňov (Wiesen) und Ruprechtice im Osten, Starostín (Neusorge) und Meziměstí im Südosten, Teplice nad Metují im Süden, Zdoňov im Südwesten und Libná im Nordwesten.

## Geschichte
Die Besiedlung des oberen Steinetales, das damals verwaltungsmäßig zum Glatzer Land gerechnet wurde, erfolgte um 1250 durch das Benediktinerkloster in Politz. Erstmals erwähnt wurde Göhlenau im Jahre 1350 in einer Aufzählung der zum böhmischen Burgbezirk der Freudenburg gehörenden Ortschaften. Zusammen mit der Freudenburg gelangte es 1359 an das Herzogtum Schweidnitz. Nach dem Tod des Herzogs Bolko II. fiel es 1368 erbrechtlich an Böhmen, wobei dessen Witwe Agnes von Habsburg bis zu ihrem Tod 1392 ein Nießbrauch zustand. Während der Hussitenkriege wurden Göhlenau zerstört, in den nachfolgenden Jahrzehnten jedoch wieder aufgebaut. Ab 1609 befand sich Göhlenau im Besitz der Reichsgrafen von Hochberg (Hoberg, Hohberg) auf Fürstenstein und gehörte bis 1700 zu deren Herrschaft Friedland und danach wieder zur Herrschaft Fürstenstein. Nachdem Dietrich von Hochberg in Göhlenau ein Schloss erbaute, wurde auch die Ortsbezeichnung „Hof-Göhlenau“ gebraucht. Es war nach Friedland gepfarrt und gehörte bis 1654 zum Erzbistum Prag.
Nach dem Ersten Schlesischen Krieg fiel Göhlenau zusammen mit dem größten Teil Schlesien 1742 an Preußen. Nach der Neugliederung Preußens gehörte es ab 1815 zur Provinz Schlesien und wurde 1816 dem Landkreis Waldenburg eingegliedert, mit dem es bis 1945 verbunden blieb. 1840 bestand Göhlenau aus 121 Häusern, einem Schloss und einem Vorwerk, einer Freischoltisei, zwei Wassermühlen, einer Walk- und Sägemühle, Brauerei und Brennerei, einem Bleichhaus und einem Sandsteinbruch sowie einer evangelischen Schule. Unter den 820 Einwohnern, von denen nur 47 katholisch waren, befanden sich zwanzig Handwerker und vier Händler. Betrieben wurden 60 Baumwollwebstühle sowie zehn Leinweberstühle. 1838 brannte das Schloss ab. Seit 1874 bildete Göhlenau eine eigene Landgemeinde und war Sitz des gleichnamigen Amtsbezirks, zu dem auch die Landgemeinden Alt Friedland, Neudorf, Raspenau und Rosenau sowie die Gutsbezirke Friedland und Göhlenau gehörten. 
Im Jahr 1877 wurde die Bahnstrecke Niedersalzbrunn–Halbstadt eröffnet, an der Göhlenau später einen eigenen Haltepunkt erhielt. 1939 betrug die Zahl der Einwohner 715.
Um ca. 1850 und 1945 gab es einen großen Fabrikbetrieb mit dem Namen Hanke. Inhaber war die Familie Hanke. Dieser Betrieb produzierte Rollos und Verzierungen für Fenster und hatte etwa 80 Angestellte. Die Fabrik wurde mit Wasserkraft aus dem Fluss angetrieben.
Als Folge des Zweiten Weltkriegs fiel Göhlenau 1945 wie fast ganz Schlesien an Polen und wurde in Golińsk umbenannt. Die deutsche Bevölkerung wurde vertrieben. Die neuen Bewohner waren zum Teil Heimatvertriebene aus Ostpolen. Wegen der abgelegenen Lage verließen viele der neu angesiedelten Bewohner Golińsk wieder, wodurch zahlreiche Häuser und Gehöfte dem Verfall preisgegeben wurden. Der Haltepunkt der Eisenbahn wurde unter polnischer Verwaltung mangels Bedarfs aufgelassen.
Von 1975 bis 1998 gehörte Golińsk zur Woiwodschaft Wałbrzych (deutsch Waldenburg).